# Manas Ordo
Manas Ordo  (en kirguís: Манас Ордо) es un parque histórico moderno (con un museo) en torno al Kümböz de Manas, en el país centroasiático de Kirguistán, se trata de un mausoleo de la era Karakhanid muy probablemente fue construido en torno a 1334 en lo que se cree que es el lugar de descanso final del héroe épico local Manas. Entre los kirguises, el sitio tiene carácter de Mazar.